# ماری‌جوانا در ساموآی آمریکا
ماری‌جوانا در ساموآی آمریکا کاملاً غیرقانونی است. داشتن هر مقداری از ماری‌جوانا می‌تواند منجر به صدور حکم پنج سال حبس و جریمه ۵۰۰۰ دلاری شود.
ارزیابی تهدیدات مواد مخدر ساموآی آمریکا در سال ۲۰۰۱ که توسط مرکز ملی اطلاعات مواد مخدر تهیه شد، اشاره می‌کند که ماری‌جوانا پرمصرف‌ترین ماده غیرقانونی در این جزیره است، اگرچه شیوع آن در بین جوانان ۲۵ درصد است و تنها کمی بیشتر از نیمی از شیوع ۴۷ درصدی در سرزمین اصلی آمریکا است.
ماری‌جوانا به صورت طبیعی در جزیره رشد می‌کند و به صورت محلی برای مصرف تولید می‌شود و همچنین توسط کشتی از کشور ساموآ قاچاق می‌شود، اگرچه شواهد کمی مبنی بر قاچاق بین‌المللی ماری‌جوانا در اقیانوسیه وجود دارد. اکثر کشورهای منطقه در تأمین آن خودکفا هستند.